# Frederick Primrose Whitman
Pour les articles homonymes, voir Walsh et Primrose.
Frederick Primrose Whitman (9 mars 1896-21 décembre 1974) est un homme politique fédéral du Québec.

## Biographie
Né à Lawrencetown (en) en Nouvelle-Écosse, Frederick Primrose Whitman effectue ses études élémentaires à Lawrencetown avant d'aller à l'Université de l'Alberta, où il obtient un baccalauréat en science. Durant la Première Guerre mondiale, il sert dans le Corps expéditionnaire canadien à titre de lieutenant.
Élu député du Parti libéral du Canada dans la circonscription de Mont-Royal en 1940, il est réélu en 1945 et dans Notre-Dame-de-Grâce en 1949. Il est finalement défait en 1953 par le progressiste-conservateur William McLean Hamilton.